# Subdukcija
Subdukcija ali podrivanje je geološki proces, ki poteka na konvergentnih mejah tektonskih plošč, kjer se ena plošča podriva pod drugo in je prisiljena ali potopljena zaradi gravitacije v Zemljin plašč. Regije, kjer se ta proces zgodi, so znane kot subdukcijske cone. Stopnje subdukcije so običajno v centimetrih na leto, pri čemer je povprečna stopnja konvergence približno dva do osem centimetrov letno vzdolž večine mejnih plošč .
Plošče vključujejo tako oceansko skorjo kot kontinentalno skorjo. Stabilne subdukcijske cone vključujejo oceansko litosfero ene plošče, ki drsi pod kontinentalno ali oceansko litosfero druge plošče zaradi večje gostote oceanske litosfere. To pomeni, da je subducirana litosfera vedno oceanska, medtem ko je prevladujoča litosfera lahko ali ne samo oceanska. Subdukcijska območja so tista, ki imajo običajno visoko stopnjo vulkanizma in potresov. Poleg tega so subdukcijske cone razvile pasove deformacij v previsni plošči skorje v procesih, imenovanih orogeneza, ki vodijo do tvorbe gora.

## Splošni opis
Subdukcijske cone so mesta konvektivne prenapetosti zemeljske litosfere (skorja in zgornji neprevodni del zgornje plasti). Subdukcijske cone obstajajo na konvergentnih mejah plošč, kjer ena plošča oceanske litosfere konvergira z drugo ploščo. Spuščajočo ploščo, podvodno ploščo, prevladuje vodilni rob druge plošče. Plošča potone pod kotom približno 25-50 stopinj na Zemljino površino. Ta potopitev je odvisna od temperaturne razlike med subduktivno oceansko litosfero in okoliško astenosfero plašča, saj je hladnejša oceanska litosfera v povprečju bolj gosta. Na globini približno 80-120 kilometrov se bazalt oceanske skorje pretvori v metamorfno kamnino, imenovano eklogit. Na tej točki se gostota oceanske skorje povečuje in zagotavlja dodatno negativno plovnost (navzdol). Na podvodnih območjih se reciklira zemeljska litosfera, oceanska skorja, sedimentne plasti in nekaj ujete vode v globok plašč.
Zemlja je do zdaj edini planet, kjer je znano, da nastopa subdukcija. To je gonilna sila tektonike plošč in brez nje se ne plošče ne bi mogle pojaviti.
Subdukcijske cone se potopijo v plašč pod 55.000 kilometrov konvergentne plošče (Lallemand, 1999), skoraj enako kumulativnim 60.000 kilometrom srednjih oceanskih grebenov. Subdukcijske cone se globoko potopijo, vendar so nepopolno prikrite, geofizika in geokemija pa sta tisti, ki ju lahko uporabimo za njihovo preučevanje. Ni presenetljivo, da so najmanjši deli subdukcijskih con najboljši. Subduction cone so močno asimetrične za prvih nekaj sto kilometrov njihovega spusta. Začnejo se potapljati v oceanske jarke. To potapljanje zaznamujejo območja potresov, ki se oddaljujejo od jarka pod vulkani in se raztezajo do razdalje 660 kilometrov. Znane so kot cona Wadati-Benioff, po dveh znanstvenikih, ki sta prvič identificirala ta poseben vidik. Potresi po subdukcijskem območju se pojavljajo na večjih globinah (do 600 km) kot drugje na zemlji (običajno <20 km globine); takšni globoki potresi so lahko posledica globokih faznih transformacij, toplotnega izhlapevanja ali dehidratacije.
Podrivan bazalt in sediment sta običajno bogata z vodnimi minerali (hidrati) in glino. Poleg tega se v razpoke in zlome naberejo velike količine vode, kar ustvarja, da se podrivana plošča zaviha navzdol [6]. Med prehodom iz bazalta v eklogit se ti hidrati razgrajujejo in proizvajajo obilo količine vode, ki pri tako visokem tlaku in temperaturi obstaja kot superkritična tekočina. Ta voda, ki je vroča in bolj plovna od okoliške kamnine, se dviga v zgornji plašč, kjer se zniža tlak v (in s tem temperatura taljenja) plaščne kamnine do točke dejanskega taljenja, ki ustvarja magmo. Magma, obratno, se dviga (postaja diapir) ker je manj gosta od kamnin plašča. Magma (ki je bazaltna po sestavi) se lahko še naprej dviga, nazadnje na površino Zemlje, kar povzroči vulkanski izbruh. Kemična sestava erupcijske lave je odvisna od stopnje, do katere se bazaltna magma, ki izvira iz plašča, medsebojno ujema z (talini) Zemeljsko skorjo in / ali je podvržena frakcionirani kristalizaciji.
Na območjih subdukcije so vulkani v dolgih verigah, imenovani vulkanski loki. Vulkani, ki obstajajo ob loku, po navadi povzročajo nevarne izbruhe, ker so bogati z vodo (iz plošče in sedimentov) in so po navadi eksplozivni. Krakatoa, Nevado del Ruiz in Vezuv so vsi primeri ločnih vulkanov. Znane so tudi loki, ki so povezani s plemenitimi kovinami, kot so zlato, srebro in baker, za katere verjamejo, da jih je prevažala voda in so koncentrirani v in okoli njihovih gostiteljskih vulkanov v kamnini, imenovani »ruda«.

## Teorija o izvoru

### Začetki
Čeprav se proces subdukcije, kakršen se dogaja danes, dokaj dobro razume, je njegov izvor še vedno predmet razprave in nadaljnjih študij. Začetek subdukcije se lahko pojavi spontano, če se je gosta oceanska litosfera sposobna ustanoviti in potopiti pod sosednjo oceansko ali kontinentalno litosfero; alternativno, obstoječa gibajoča plošča povzroči nove subdukcijske cone, s tem da sili oceansko litosfero da se zlomi in potone v astenosfero . Oba modela lahko sčasoma prineseta samozadostne subdukcijske cone, saj je oceanska skorja precej globoko metamorfizirana in postane gostejša od okoliških kamnin. Rezultati numeričnih modelov na splošno spodbujajo induciranje subdukcije za večino sodobnih subdukcijskih con , ki jih podpirajo geološke študije , vendar drugo analogno modeliranje kaže na možnost spontanega subdukciranja z inherentno razliko gostote med dvema ploščama na pasivnih robovih  in opazovanj iz subdukcijskega sistema Izu-Bonin-Mariana, če so združljive s spontano subdukcijsko nukleacijo. Nadalje je verjetno, da se bo subdukcija spontano začela na neki točki v zgodovini Zemlje, saj induktivna subdukcijska nukleacija zahteva obstoječe gibanje plošče, čeprav neobičajen predlog A. Yina kaže, da so lahko vplivi meteorita prispevali k začetku subdukcije na začetku Zemlje.
Geofizik Don L. Anderson je domneval, da se tektonika plošč ne bi mogla zgoditi brez kalcijevega karbonata, določenega z bioformami na robovih subdukcijskih con. Masivna teža sedimentov bi lahko zmehčala spodnje kamnine, zaradi česar so dovolj prožne, da bi se potopile.

### Subdukcija v sodobnem času
Za subdukcijo v sodobnem času so značilni nizki geotermični gradienti in s tem povezana tvorba visokotlačnih nizkotemperaturnih kamnin, kot so eklogite in modri skrilavec. Taki pogoji kažejo tudi na skalne sklope imenovane ofioliti, povezane s subdukcijo.
Ksenoliti ekllogita, ki so bili najdeni v Severnokitajskem kratonu kažejo, da se je subdukcija v sodobnem slogu pojavila že pred 1,8 Ga v paleoproterozoični dobi. Odsotnost pred-neoproterozoičnega modrega skrilavca zdaj ne pomeni, da odseva drugačno vrsto subdukcije, temveč več kompozicij zemeljske oceanske skorje bogate z magnezijem v tem obdobju. Te kamnine se preoblikujejo v zeleni skrilavec v pogojih, ko se sodobna oceanska skorja metamorfozira v modri skrilavec. Stare z magnezijem bogate kamnine pomenijo, da je bil zemeljski plašč nekoč vroč, vendar pa niso bili bolj vroči pogoji subdukcije. Obe vrsti dokazov zavračata prejšnje zamisli o subdukciji v sodobnem času, ki so se začele pred neoproterozoičnim obdobjem pred 1. Ga.

## Učinki

### Metamorfizem
Metamorfizem ali metamorfóza je mineralno, kemično in/ali strukturno spreminjanje kamnin, navadno pri zvišanem tlaku in temperaturi v globljih delih litosfere.

### Vulkanska aktivnost
Vulkani, ki se pojavljajo nad območji subdukcije, kot sta Mount St. Helens, Etna in Fudži, ležijo približno sto kilometrov od oceanskega jarka v ločnih verigah, zato izraz vulkanski lok. Na Zemlji so na splošno opazili dve vrsti lokov: otočni loki, ki tvorijo oceansko litosfero (na primer Marijansko otočje in otočje Tonga) in kontinentalni loki, kot je Kaskadni vulkanski lok, ki ležijo vzdolž obale kontinentov. Otočni loki nastajajo zaradi subdukcije oceanske litosfere pod drugo oceansko litosfero (oceansko oceanska subdukcija), medtem ko se kontinentalni loki tvorijo med subdukcijo oceanske litosfere pod kontinentalno litosfero (oceansko kontinentalna subdukcija). Primer vulkanskega loka, ki ima obe obliki lokov je območje subdukcije za Aleutskim jarkom na Aljaski.
Lok magmatizma se pojavi od sto do dvesto kilometrov od jarkov in približno sto kilometrov nad subdukcijsko ploščo. Ta globina loka proizvaja magmo, ki je posledica interakcije med vodnimi tekočinami, ki se sproščajo iz subdukcijske plošče in lokovega plašča, ki je dovolj vroč, da se topi z dodatkom vode. Predlagano je bilo tudi, da se mešanje tekočin iz subduktirane tektonske plošče in taljenega sedimenta že pojavlja na vrhu plošče, preden pride do kakršnega koli mešanja s plaščem.
Loki proizvedejo približno 25% celotne količine magme, ki se vsako leto proizvede na Zemlji (približno 30 do 30 kubičnih kilometrov), kar je veliko manj od količine, proizvedene na srednjeoceanskih grebenih in prispevajo k nastanku nove kontinentalne skorje. Ločni vulkanizem ima največji vpliv na ljudi, saj je veliko vulkanov nad morsko gladino in burno izbruhnejo. Delci izbruhani v stratosfero med nasilnimi izbruhi, lahko povzročijo hitro hlajenje Zemljinega podnebja in vplivajo na zračni promet.

### Potresi in cunamiji
Sile, ki jih povzroča konvergenca plošč v območjih subdukcije, povzročajo vsaj tri različne vrste potresov. Potresi se v glavnem razprostirajo v hladnem subduciranem delu in določajo Benioffovo cóno. Seizmičnost kaže, da se plošča lahko pomakne na mejo zgornjega / spodnjega plašča (približno šeststo kilometrov).
Devet od desetih največjih potresov v zadnjih 100 letih je bilo dogodkov na področju subdukcijske cone, tudi Veliki čilski potres leta 1960, ki je bil z M 9,5 najmočnejši potres, ki je bil kdaj zabeležen; potres v Indijskem oceanu 2004 in cunami; ter potres Tōhoku 2011 in cunami. Spuščanje hladne oceanske skorje v plašč zmanjša lokalni geotermični gradient in povzroči, da se večji del Zemlje deformira bolj krhko kot v običajnem geotermalnem gradientu. Ker potresi lahko nastanejo le, če se kamnina deformira na krhkem načinu, lahko subdukcijske cone povzročijo velike potrese. Če tak potres povzroči hitro deformacijo morskega dna, obstaja potencial za cunamije, kot je potres zaradi subdukcije indo-avstralske plošče pod evroazijsko ploščo 26. decembra 2004, ki je opustošil območja okoli Indijskega oceana. Pogosto se pojavlja tudi majhno tresenje, ki povzroča majhne, nenamerne cunamije.
Študija, objavljena leta 2016, je predlagala nov parameter za določitev sposobnosti subdukcijskega območja za ustvarjanje mega-potresov. S preučevanjem geometrije subdukcijskega območja in primerjavo stopnje zakrivljenosti podvodnih plošč v velikih zgodovinskih potresih, kot so bili Sumatra-Andaman leta 2004 in potres Tōhoku leta 2011 in podobni, da je velikost potresov v subdukcijskih conah obratno sorazmerna stopnji zakrivljenosti preloma, kar pomeni, da »bolj gladek je stik med dvema ploščama, bolj verjetno je, da se bodo pojavili mega-potresi«.
Potresi na grebenu na morskem dnu v bližini oceanskega jarka se pojavijo, kjer se spuščajoča plošča začne upogibati in se prelomi pri pripravi na njen spust v plašč v subdukcijski coni. Potres na Samoi leta 2009 je primer te vrste dogodka. Premestitev morskega dna, ki jo je povzročil ta dogodek, je v bližnji Samoi ustvaril šestmestni cunami.
Anomalično globoki dogodki so značilnost subdukcijskih con, ki proizvajajo najgloblje potrese na planetu. Potresi so po navadi omejeni na plitke, krhke dele skorje, običajno na globinah manj kot dvajset kilometrov. Vendar pa se v subdukcijskih območjih potresi pojavijo na globinah tudi do sedemsto kilometrov. Ti potresi opredeljujejo nagnjene cone seizmičnosti, znane kot Benioffove cone, po znanstveniku, ki jih je odkril, in sledijo padajoči litosferi. Seizmična tomografija je pripomogla k odkrivanju subducirane litosfere v območju, kjer ni potresov. Opisanih je približno 100 plošč glede globine in njihovega časovnega razporeda in lokacije subdukcije. Zdi se, da nekatere plošče težko prodrejo v večje prehodno območje v plašču,  ki leži na globini okoli 670 kilometrov, medtem ko lahko druge subdukcijske oceanske plošče prodrejo vse do meje med jedrom in plaščem. Velika seizmična prehodna območja v plašču na 410 in 670 kilometrov globine motijo spuščanje hladnih plošč v globokih subdukcijskih conah.

### Orogeneza
Orogeneza je proces gorotvorja. Subdukcija plošč lahko privede do orogeneze oceanskih otokov, oceanskih platojev in sedimentov do konvergentnih robov. Material se pogosto ne podrine z ostankom plošče, temveč se namesto tega dvigne (zdrgne) proti celini, posledica so eksotični tereni. Trčenje tega oceanskega materiala povzroča stiskanje skorje in s tem dviganje gora. Iztisnjeni material se pogosto imenuje akrecijski klin ali prizma. Te akrecijske kline lahko identificiramo z ofioititi (povzdignjena oceanska skorja sestavljena iz sedimentov, blazinastih bazaltov, talnih dajkov, gabro in peridotita) . Mnogi geologi mislijo, da je ta akrecijski proces razlog za rast skorje v zahodni Severni Ameriki in dvig, ki je povzročil nastanek Skalnega gorovja.
Subdukcija lahko povzroči orogenezo ne da bi prinesla oceanski material, ko trči s prekrivajočo kontinentalno ploščo. Ko se subdukcijska plošča pod površino pod subtilnim kotom nahaja pod celino (nekaj, kar se imenuje flat-slab subduction), ima ta plošča zadosten oprijem na dnu kontinentalne plošče da povzroči, da zgornja plošča povzroči gubanje, prelamljanje in gradnjo gora. Ta proces velja za enega glavnih vzrokov za gradnjo in deformacijo gorskih predelov v Južni Ameriki.
Zgoraj opisani procesi omogočajo, da se subdukcija nadaljuje, medtem ko se gradnja gora zgodi progresivno, kar je v nasprotju s trkom celin, kar pogosto vodi do prenehanja subdukcije.

## Kot subdukcije
Subdukcija se po navadi zgodi z zmerno strmim kotom prav na točki konvergenčne meje plošče. Vendar pa je znano, da obstajajo tudi neobičajni plitvi koti subdukcije, nekateri pa so zelo strmi.
- Subdukcija ploskih plošč (<30 °): se pojavi, ko se subdukcija litosfere, ki se imenuje plošča, podriva horizontalno ali skoraj horizontalno. Ploska plošča se lahko razteza na stotine kilometrov in se lahko razširi tudi na več kot tisoč. To je nenormalno, saj gosta plošča običajno potone pod veliko bolj strmim kotom neposredno na subdukcijski coni. Ker je podrivanje plošč v globino potrebno za pogon vulkanizma subdukcijskega območja (z destabilizacijo in odvzemanjem mineralov in nastalim taljenjem plaščastega klina), je mogoče uporabiti subdukcijo ploskih plošč, ki pojasnjuje vulkanske reže. Subdukcija ploskih plošč poteka pod delom Andov, zaradi česar se segmentacija Andskega vulkanskega pasu razdeli na štiri cone. Subdukcija ploskih plošč v severnem Peruju in Norte Chico regiji Čila verjamejo, da je posledica subdukcije dveh plavajočih aseizmičnih grebenov, Nazca Ridge in Juan Fernández Ridge. Okoli polotoka Taitao je subdukcija pripisana Čilskemu grebenu. Laramidna orogeneza v Skalnem gorovju v ZDA se pripisuje subdukciji ploskih plošč. Potem se je na jugozahodnem obrobju Severne Amerike pojavila široka vulkanska vrzel, deformacija pa je potekala precej dlje v notranjost; v tem času je prišlo do nastanka podzemnih delov gorovij. Najbolj masivne subdukcijske cone potresov, tako imenovani "mega potresi", so se pojavili v območjih subdukcije ploskih plošč
- Subdukcija strmega kota (> 70 °): se pojavlja na subdukcijskih conah, kjer sta Zemljina oceanska skorja in litosfera stari in debeli ter zato izgubita vzgon. Najbolj globoka cona leži v Marianskem jarku, ki je tudi tam, kjer je oceanska skorja jurske starosti najstarejši primer ofiolita na Zemlji. Subdukcija strmega kota je v nasprotju s subdukcijo ploskih plošč, povezana z raztezanjem dna kotlin, ki izdeluje vulkanske loke in dele kontinentalne skorje oddaljujejo od celin v geoloških obdobjih ter puščajo za seboj obrobno morje.

## Pomembno
Območja subdukcije so pomembna iz več razlogov:
1. Fizika subdukcijske cone: potapljanje oceanske litosfere (sedimenti, skorja, plašč), za razliko od gostote med mrzlo in staro litosfero ter vročo astenosferno cono, je najmočnejša sila (vendar ne edina), potrebna za gibanje plošč in je prevladujoč način konvekcije plašča.
2. Kemija subdukcijske cone: subdukcijski sedimenti in dehidrat skorje in sproščanje z vodo bogatih tekočin v prevlečen plašč, povzroča taljenje plašča in frakcioniranje elementov med površinskimi in globokimi rezervoarji plašča, kar proizvaja otoke in kontinentalno skorjo.
3. Subdukcijske cone povlečejo oceanske sedimente, oceansko skorjo in plašč litosfere v vročo astenosferno cono iz prekrivajoče plošče za proizvodnjo kalko-alkalne serije, rudnih depozitov in kontinentalne skorje.[24]

Območja subdukcije so bila prav tako obravnavana kot možna mesta odstranjevanja jedrskih odpadkov, pri katerih bi delovanje subdukcije samo nosilo material v planetarni plašč, varno ne glede na možne vplive na človeštvo ali površinsko okolje. Vendar to metoda odstranjevanja trenutno prepoveduje mednarodni sporazum. Poleg tega so cone ploščatih subdukcij povezane z zelo močnimi tektonskimi potresi, kar vpliva na uporabo katerega koli posebnega mesta za odstranjevanje in je nepredvidljivo in morda neugodno za varnost dolgotrajne odstranitve.